# 王斑
王斑（1971年—），男，汉族，河南郑州人，中国影视和话剧演员，北京人民艺术剧院一级演员。

## 家庭
妻子曹颖。